# 영상 편집 소프트웨어

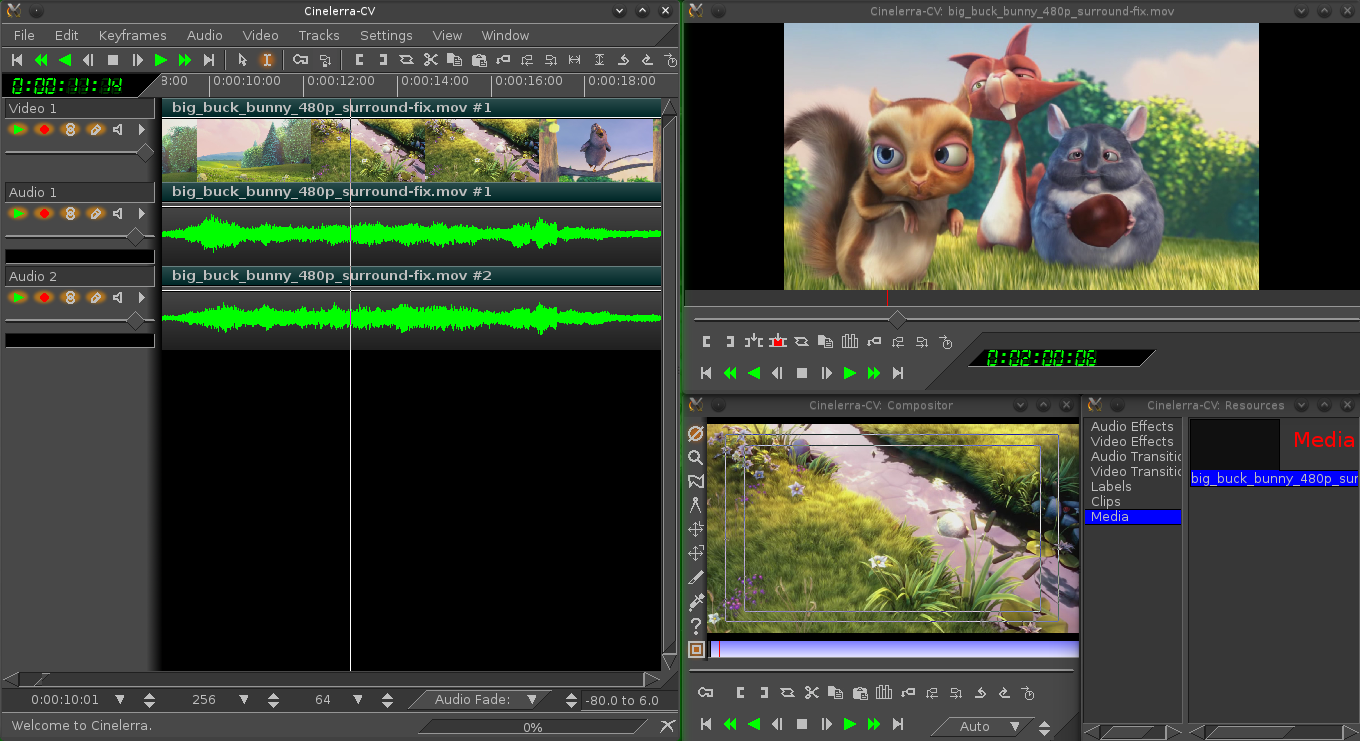
일반적인 영상 편집기의 사용자 인터페이스

영상 편집 소프트웨어(video editing software)는 영상의 연속물을 컴퓨터에서 편집하는 응용 소프트웨어이다. 동영상을 가져오거나 내보내고, 동영상 클립의 일부를 잘라내거나 붙이고, 특수 효과와 변화를 더할 수 있다. 가끔 인코딩 과정을 거쳐 DVD, 웹 영상, 휴대전화 영상 등으로 변환하여 배포할 수 있다. 영상 편집 소프트웨어는 보통 오디오 클립의 제한된 편집을 위해 허용되거나 영상과 소리의 싱크를 맞출 때 쓰인다.
에프터이펙트, 소니 베가스, 어도비 프리미어 프로, 다빈치 리졸브, 파이널 컷 프로 등이 영상 편집 소프트웨어로서 선구하고 있으며 영화와 TV 프로그램들의 편집에 거대한 영향력을 행사하고 있다. 이러한 시스템들 가운데 몇몇은 동영상 처리를 위해 사용자 하드웨어를 사용한다.
영상 편집 소프트웨어는 전통적인 평반형 셀룰로이드 필름 편집 도구와 아날로그 방식의 비디오 테이프 대 테이프 온라인 편집 장치를 대체한다.

## 예시

### 소비자 등급
- 구글 포토
- 유튜브 쇼츠

### 프로슈머 등급

#### 사유 소프트웨어
- 아이무비
- 파워디렉터
- 비디오스튜

### 전문가 등급

#### 사유 소프트웨어
- 파이널 컷 프로
- 어도비 프리미어 프로
- 베가스 프로
- 캠타시아
- 미디어 컴포저

#### 자유-오픈 소스 소프트웨어
- Avidemux
- 블렌더 (소프트웨어)
- Kdenlive
- 오픈샷
- 샷컷

## 같이 보기
- 영상 편집

## 참조
- Baio, Andy (November 1, 2011). "The Video Remix ‘Supercut’ Comes of Age." Wired.com. Accessed November 2011.

1. ↑  “Web video”. Video Director. 2019년 5월 26일에 원본 문서에서 보존된 문서. 2013년 6월 7일에 확인함.